# Massimo Bubola

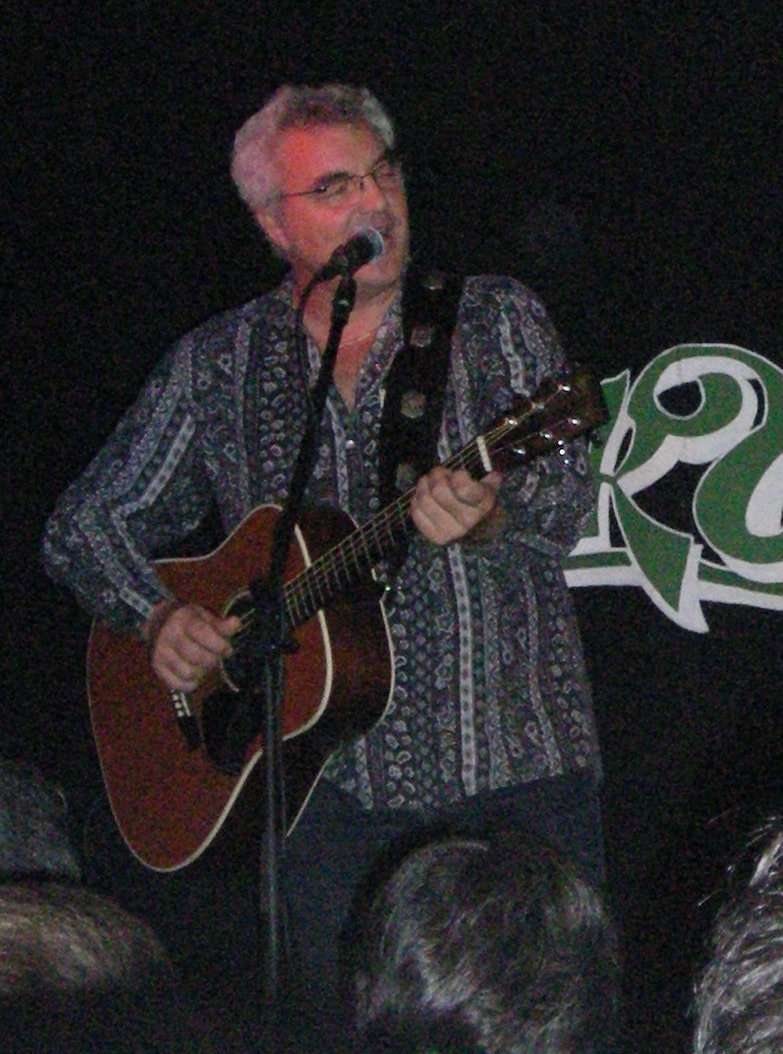
Massimo Bubola

Massimo Bubola (* 15. März 1954 in Terrazzo) ist ein italienischer Cantautore, Komponist und Plattenproduzent.

## Leben
Bereits mit seinem Debütalbum Nastro Giallo (1976) sicherte sich Bubola einen Platz unter den erfolgreichen Cantautores Italiens. Sein zweites Album Marabel (1979) wurde von Antonello Venditti produziert. Auf Fabrizio de Andrés Label Fado erschienen die Alben Tre rose und Massimo Bubola (2001 neu unter dem Titel Giorni Dispari). Seit 1989 veröffentlichte er seine Alben in eigener Produktion, darunter Vita, morte e miracoli und das vierteilige Il cavaliere elettrico. In Zusammenarbeit mit Michele Gazich entstand 2004 Segreti transparenti.
Das Album Quel lungo treno (2005) widmete Bubola den Gefallenen des Ersten Weltkrieges. 2006 veröffentlichte er eine CD mit Gedichtband unter dem Titel Neve sugli aranci. Aus der jahrelangen Zusammenarbeit mit Fabrizio de André entstand 2006 das Album Dall'altra parte del vento. Als Komponist arbeitete Bubola unter anderem für die Sänger Cristiano De André, Milva, Aida Cooper, Adriano Pappalardo, Mauro Pagani, Grazia Di Michele und Fiorella Mannoia.
Ab 1976 begann seine erfolgreiche Zusammenarbeit mit Fabrizio De André in album Rimini (1978) und Fabrizio De André (1981).

## Diskographie
- Nastro giallo, 1976
- Marabel, 1979
- Tre rose, 1981
- Massimo Bubola, 1982
- Vita, morte e miracoli, 1989
- Doppio lungo addio, 1994
- Amore e guerra, 1996
- Mon tresor, 1997
- Diavoli e farfalle, 1999
- Giorni dispari, 2001
- Il cavaliere elettrico Vol I und II, 2001
- Il cavaliere elettrico Vol III, 2002
- Niente passa invano: Concerti 1997/2002, 2002
- Segreti trasparenti, 2004
- Il cavaliere elettrico Vol. IV, 2004
- Quel lungo treno, 2005
- Neve sugli aranci, 2007
- Ballate di terre e d'acqua, 2008
- Dall'altra parte del vento, 2008
- Chupadero!, 2009
- Romagna nostra, 2010
- In alto i cuori, 2013
- Il testamento del capitano, 2014

## Weblink
- Homepage von Massimo Bubola